# Ramon de Caldes

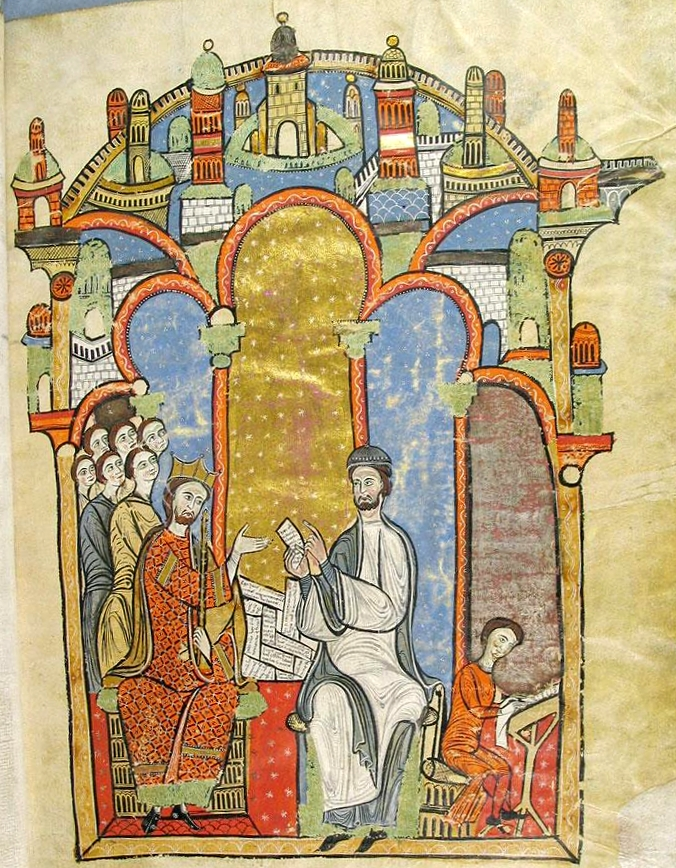
Il·lustració del Liber feudorum maior que representa al rei Alfons II d'Aragó «el Cast» i al compilador d'aquesta obra, Ramon de Caldes

Ramon de Caldes (? - 1199). Fou jurista i degà de la Catedral de Barcelona (1162-1199).

## Obra
Per encàrrec del rei Alfons II d'Aragó el Cast, ordenà el dipòsit documental dels comtes de Barcelona i rei d'Aragó. Entre el 1194 i el 1193 destrià els documents vàlids per als drets de la corona i els feu copiar en el Liber feudorum maior, compilant gairebé mil escriptures.